# Thianges
Thianges è un comune francese di 180 abitanti situato nel dipartimento della Nièvre nella regione della Borgogna-Franca Contea.

## Storia

### Simboli
Lo stemma comunale riprende il blasone della famiglia De Thianges che furono signori di Vallery, di Thianges, di Rosemont, di Druy, di Champallement e di altre località.

## Società

### Evoluzione demografica
Abitanti censiti